# Kościół św. Jodoka w Sątopach
Kościół św. Jodoka w Sątopach – rzymskokatolicki kościół parafialny zlokalizowany na wzniesieniu we wsi Sątopy w powiecie bartoszyckim (województwo warmińsko-mazurskie). Jest siedzibą parafii św. Jodoka. Stanowi typowy przykład wiejskiego, gotyckiego kościoła salowego z terenu państwa krzyżackiego.

## Historia
Pierwsza wzmianka o budowanej dopiero świątyni pochodzi z 1343. Budowę ukończono około roku 1380 lub 1400, kiedy to dokończono wieżę. Około 1500 wykonano szczyty wieży. Obiekt przeszedł remont w 1699. Powiększono wówczas ostrołukowe okna. W 1884 odnowiono zakrystię i kruchtę, a dwa lata później przywrócono oknom formy pierwotne.

## Architektura
Rozwiązanie części wschodniej kościoła nawiązuje do bazyliki w Dobrym Mieście, natomiast proporcje i wygląd bryły są zbieżne z kościołami farnymi w Kiwitach i Unikowie.
Murowany obiekt na podmurówce (wzmocniony szkarpami) z kamienia polnego zbudowano na planie prostokąta. Wieża przylega doń od zachodu. Dach korpusu nawowego oraz czterokondygnacyjnej wieży jest kryty dachówką, dwuspadowy. Od północy do przylega zakrystia, natomiast od południa kruchta. Szczyt wschodni zdobią sterczyny i blendy, które występują również w trzech niższych kondygnacjach wieży. Okna w elewacjach od południa i północy są ostrołukowe. Wieżę wieńczą dwa szczyty ze sterczynami. W jej przyziemiu znajduje się gotycki portal wejściowy.

## Wnętrze
Wnętrze jest kryte stropem. Dawniej w kościele stał gotycki, XV-wieczny poliptyk świętego Jodoka, który przeniesiono do Oddziału Muzeum Warmii i Mazur w Lidzbarku Warmińskim na tamtejszym zamku. Z wyposażenia pozostały na miejscu:
- barokowy ołtarz główny (1765) wykonany przez Christiana Bernarda Schmidta z Reszla,
- tabernakulum (1760),
- barokowe ołtarze boczne (Matki Bożej oraz św. Józefa)[1].

## Otoczenie
Teren wokół świątyni ogrodzony jest murem i pełni rolę cmentarza. Plebania pochodzi z XVIII wieku.

## Osoby
Tutejszym proboszczem był w latach 1382-1386 Henryk Vogelsang (późniejszy biskup warmiński).

## Galeria

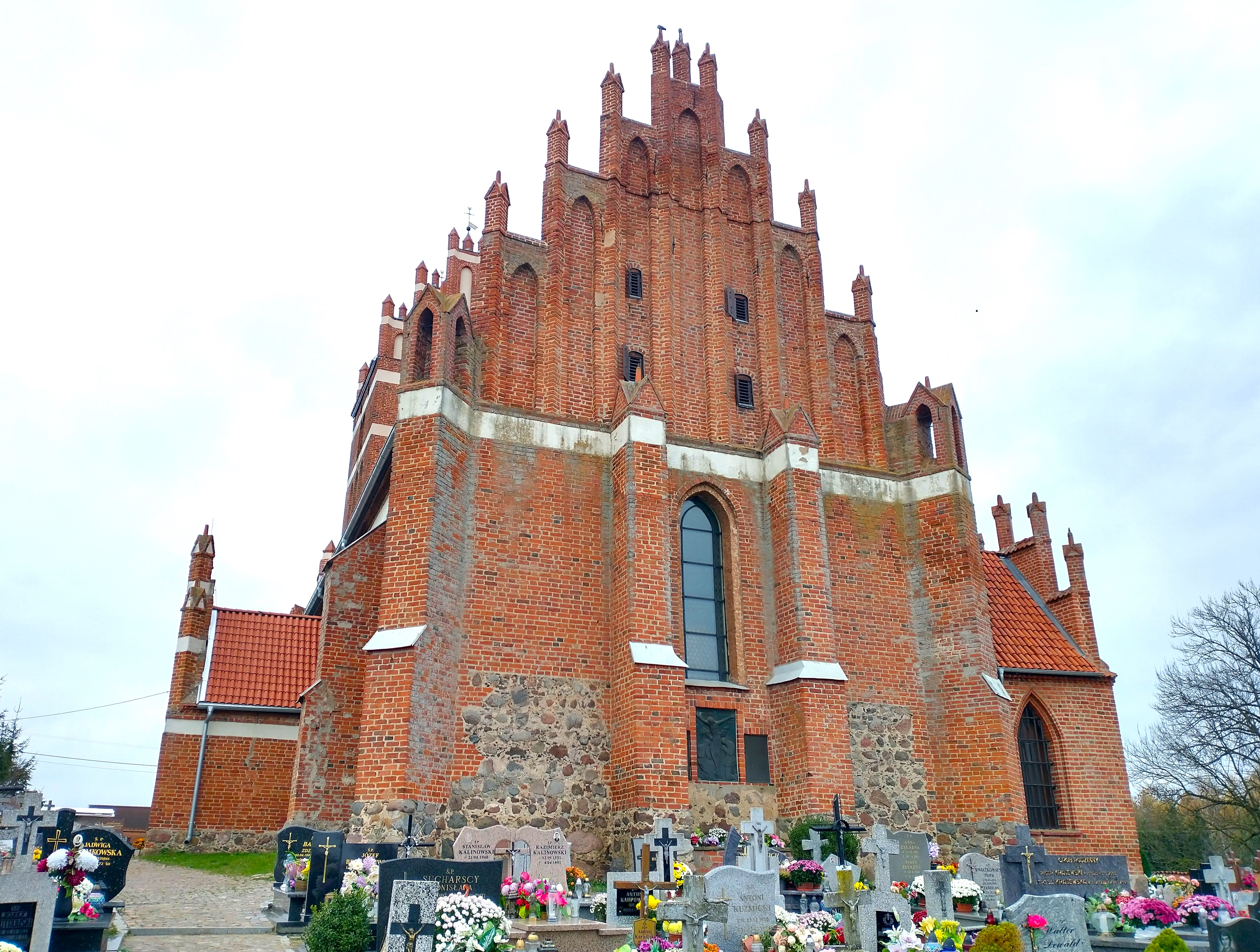
Szczyt
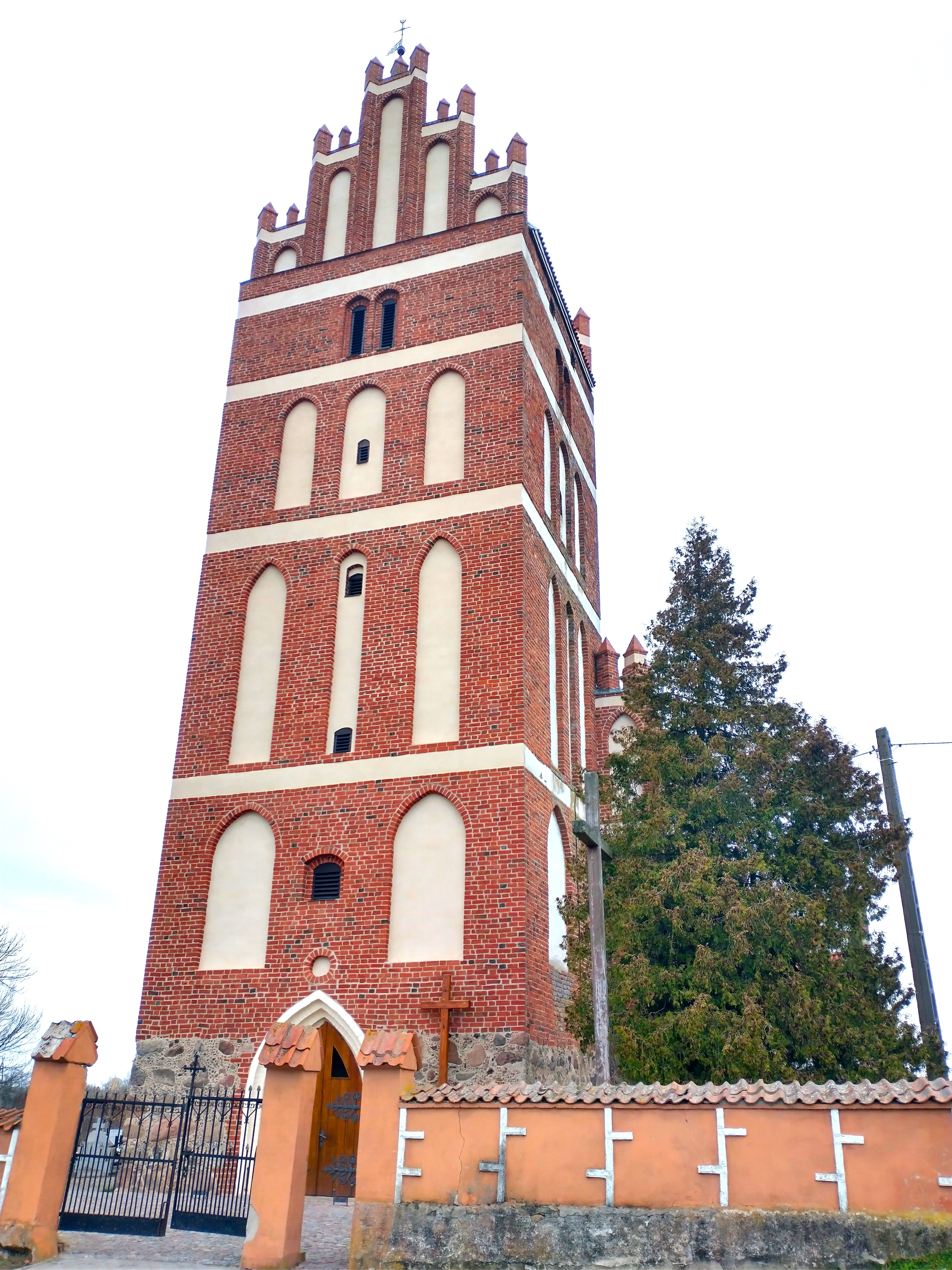
Wieża
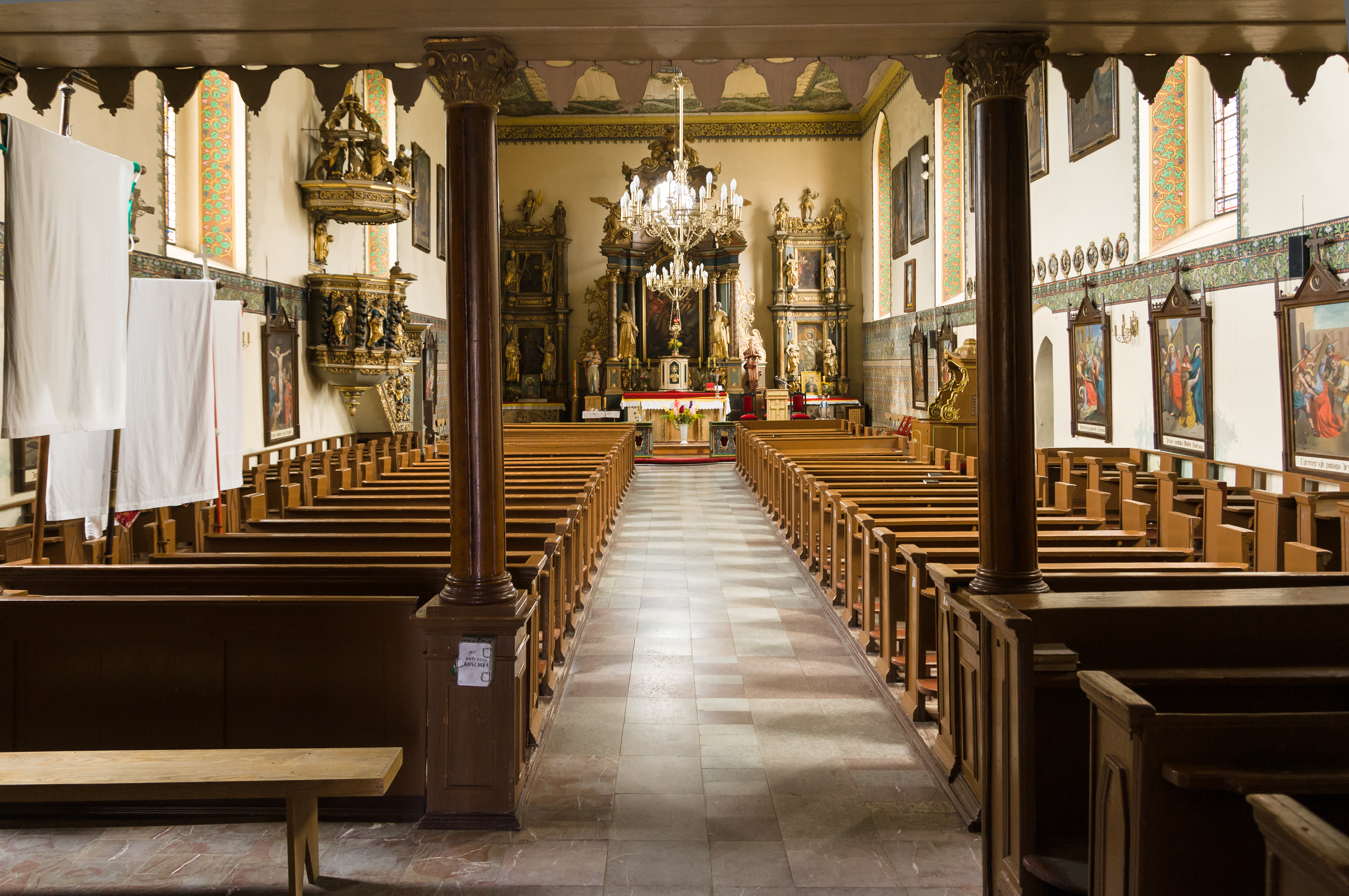
Wnętrze